# Regiunea Samarkand
Samarkand este o regiune  în  statul Uzbekistan. Reședința sa este orașul Samarkand.